# 健康好食在
《健康好食在》為緯來綜合台製作的節目，主持人為苗可麗、創意料理主廚詹姆士，於2014年1月13日起在緯來綜合台首播。首播時段為週一至週五晚間八時。
此節目延續詹姆士之前主持《食在有健康》，邀請藝人來賓以及各領域的健康養生保健專家，透過特定的專題告訴大家怎麼吃最美味又健康。

## 播出時間
以下時間以當地時間（UTC+8）為準

### 首播
| 頻道       | 所在地 | 播放日期                     | 播出時間                  |
| ---------- | ------ | ---------------------------- | ------------------------- |
| 緯來綜合台 | 臺灣   | 2014年1月13日                | 週一至週五 18：00 - 19:00 |
| 緯來綜合台 | 臺灣   | 2014年2月14日－2014年9月12日 | 週一至週五 20：00 - 21:00 |

### 重播
| 頻道       | 所在地 | 播出時間            |
| ---------- | ------ | ------------------- |
| 緯來綜合台 | 臺灣   | 週一至週五上午03:00 |
| 緯來戲劇台 | 臺灣   | 週日、週一上午04:00 |
| 緯來綜合台 | 臺灣   | 週六、日上午05:00   |
| 緯來綜合台 | 臺灣   | 週一至週五上午06:30 |
| 緯來綜合台 | 臺灣   | 週一至週五上午09:00 |
| 緯來戲劇台 | 臺灣   | 週六、日下午16:00   |
| 緯來綜合台 | 臺灣   | 每日下午17:00       |
| 緯來綜合台 | 臺灣   | 週六、日下午20:00   |

註：時段以各電視台公告為準，可能不定期變更。

## 節目表
健康好食在每集節目預告：

### 2014年第1季
| 0113 | 塑膠餐具多危害 小心吃多毒上身                                                               |
| 0114 | 補鈣免麻煩 怎麼吃「鈣」輕鬆                                                                 |
| 0115 | 喝牛奶到底喝了蝦米!                                                                         |
| 0116 | 隔夜菜多吃會致癌？是真的嗎？到底吃不完的菜應該要如何保存才健康                              |
| 0117 | 天氣冷中風問題特別多，你知道小中風來臨前會有哪些身體的徵兆嗎?                               |
| 0120 | 塑膠袋紙餐盒打包食物 毒素危害吃下肚                                                         |
| 0121 | 冬天這樣吃也能吃不胖 更是減肥好時機                                                         |
| 0122 | 上班族熬夜猛加班 顧肝有撇步才能免「肝」苦                                                   |
| 0123 | 火鍋健康吃 吃對不傷身                                                                       |
| 0124 | 過年零食健康吃                                                                              |
| 0127 | 過年必吃的發糕、年糕，究竟隱藏什麼健康的危害呢？                                            |
| 0128 | 年貨大街開跑囉                                                                              |
| 0129 | 年菜要如何吃得澎湃，又健康無負擔呢？                                                        |
| 0130 | 除夕夜，樂圍爐！                                                                            |
| 0131 | 大年初一特別節目                                                                            |
| 0203 | 過年大魚大肉、零嘴、糕點，吃得太多容易讓腸胃道出問題，有哪些壞習慣會讓腸胃道發出警訊？      |
| 0204 | 過年期間大家免不了會熬夜打牌、唱歌、看電影，今天要教大家如何甩掉熊貓眼?                     |
| 0205 | 過年期間吃喝玩樂太過頭，導致身體健康出現狀況嗎？                                            |
| 0206 | 許多人在冬天皮膚容易乾燥而全身發癢！錯誤的生活習慣更會讓你癢不停！                          |
| 0207 | 台灣人吃什麼都要沾醬，但化學調味料很傷身！到底化學醬油跟純釀醬油該怎麼分辨？                |
| 0210 | (早餐吃錯了更傷身) 早餐不是吃得飽就好，吃得均衡更重要！                                     |
| 0211 | 元宵節來報到 湯圓也能吃的健康沒負擔                                                         |
| 0212 | 食物藥物多禁忌 小心良藥變毒藥                                                               |
| 0213 | 寒冬補過頭後遺症多                                                                          |
| 0214 | 全球瘋慢跑 你跑對了嗎?                                                                      |
| 0217 | 水果吃錯了竟然會有脂肪肝？那欸安捏！吃水果時間不對，有可能會傷害健康？！                    |
| 0218 | 麵食藏危機，小心健康拉警報！泡麵真的危害健康嗎？                                            |
| 0219 | 你知道生活中輻射無所不在嗎？                                                                |
| 0220 | 砧板易卡菌、鍋具有重金屬！你用對了嗎？                                                      |
| 0221 | 食物學問大，吃錯搭錯不只是營養會流失，可能還會讓你消化不良！                                |
| 0224 | 癌症已連續31年蟬聯台灣十大死因的第一名，世界衛生組織更預測，未來20年全球罹癌率會增加七成！  |
| 0225 | 想知道使用過的牙刷會滋出多少生菌嗎？                                                        |
| 0226 | 生猛海鮮不一定鮮，不肖添加物的海鮮要會選！                                                  |
| 0227 | 礦泉水對嘴喝，生菌溫床倍倍增？                                                              |
| 0228 | 現在染燙頭髮的人越來越多，到底該怎麼做才能保養頭皮？洗頭髮如果方法用錯了，竟然也會引起掉髮? |
| 0303 | 外食族天天要使用的免洗筷、免洗湯匙和吸管，到底會有什麼危害呢？                              |
| 0304 | 金針、昆布等乾燥食材，吃錯方法恐致癌？                                                      |
| 0305 | 臉部長細紋？皮膚要抗老？吃對食物免煩老！                                                    |
| 0306 | 沉迷3C耗眼力，視力退化會失明？                                                              |
| 0307 | 認真照著做，三週讓你好腰瘦！                                                                |
| 0310 | 口渴喝飲料 血糖飆高賠健康                                                                   |
| 0311 | 蝦米！這些東西「膽固醇」居然這麼高？                                                        |
| 0312 | 汽機車排放出來的廢氣會致癌？機車族戴口罩防廢氣，小心戴錯細菌找上門！                        |
| 0313 | 市場買菜要會挑，食物外觀陷阱多?！                                                           |
| 0314 | 痘痘潰爛有原因，化妝保養品是原兇？！化妝海綿要如何使用才不會成為細菌的溫床？                |
| 0317 | 女人一定要知道 誰才是照顧妳的好麻吉                                                         |
| 0318 | 瘦子真的膽固醇比較低？50kg以下...竟然膽固醇超標                                             |
| 0319 | 廚房怎麼那~~麼髒...小心抹布讓您的食物變成毒物好驚人！！                                     |
| 0320 | 長期吃吃喝喝下午茶 你在累積重創健康的壞東西                                                 |
| 0321 | 天天戴隱形眼鏡，眼睛會成為細菌的小窩？！                                                    |
| 0324 | 生猛海產人人愛 三高患者小心點菜                                                             |
| 0325 | 台灣女性大缺鐵！六個女生就有一人缺鐵！蔬菜比肉還多鐵質，但烹調錯誤卻會流失！                |
| 0326 | 水果最健康！超甜現切傷肝腎！？                                                              |
| 0327 | 鞋底磨損可以看健康？詹姆士和晨熙鞋子細菌PK賽？                                              |
| 0328 | 指甲彩繪、水晶指甲讓你水噹噹，但過量使用會讓你指甲掉光光！                                  |
| 0331 | 小心大型魚含「汞」！多吃讓你不孕手發抖！？                                                  |
| 0401 | 鍛鍊肺活量要趁早，才能健康不殘「肺」！                                                      |
| 0402 | 生活中隱藏了哪些致癌行為?                                                                   |
| 0403 | 骨頭硬真的健康嗎?                                                                           |
| 0404 | 正確的收納方法                                                                              |
| 0407 | 花枝丸造假？魚丸竟攙粉？貢丸油量爆表？丸子三兄弟竟個個有問題？！                            |
| 0408 | 中藥補身又健康                                                                              |
| 0409 | 火鍋湯頭不純？到底摻了什麼？                                                                |
| 0410 | 錯誤的減肥方法!!                                                                            |
| 0411 | 苗可麗帶來號稱『五倍厲害』的當令食材箭筍，和詹姆士準備的白鯧進行食材大PK，到底誰勝誰負？    |

### 2014年第2、3季
| 0414 | 詹姆士的刮鬍刀竟比馬桶蓋髒？！可麗指甲刀上長滿菌？！                                                       |
| 0415 | 肩膀痠痛卻遲遲找不出原因？竟然是牙齒的問題？咬合不正會導致無法進食？！                                     |
| 0416 | 補腎又補鈣，吃鹿茸真有用？到底鹿茸該怎麼吃才可以強身健體？!                                                |
| 0417 | 甜甜圈、馬卡龍、奶凍捲...這些人人爭相排隊想吃的美食，它的升糖指數有多高？                                  |
| 0418 | 到底『鴨』、『鵝』這兩大食材是否毒素很多？多吃會對皮膚不好？！                                             |
| 0421 | 保水劑把肉變大塊，吃多傷腎爆血管？                                                                         |
| 0422 | 小心！你腳上穿的拖鞋可能跟蟑螂一樣髒！每天往臉上擦的毛巾，上面到底殘留了多少你看不見的小生物呢？！         |
| 0423 | 水腫不是病！腫起來可是要你命？喝水也腫，不喝水也腫！到底問題出在哪裡？而水腫可能又隱藏哪些可怕的疾病呢？！ |
| 0424 | 冰箱保存食物好方便，但是否有想過家人生病，有可能是因為冰箱的緣故？                                         |
| 0425 | 冷氣機、除濕機多藏菌 當心室內空氣變毒氣？！                                                                |
| 0428 | 抱枕、娃娃貼身睡眠寢物 小心細菌陪你入睡!?                                                                  |
| 0429 | 滑鼠、遙控器竟是細菌溫床！可麗、姆士PK誰的細菌多？                                                         |
| 0430 | 小孩用品細菌多！當心腸病毒找上門！                                                                         |
| 0501 | 聰明的吃霜淇淋 讓你輕鬆享瘦不怕胖                                                                          |
| 0502 | 健康好食在走出戶外 尋找百年好食材                                                                          |
| 0505 | 頭髮頭皮到底怎麼照顧？可麗、卉俞頭皮誰的老？                                                               |
| 0506 | 5分40秒就有1人罹癌 大腸癌無聲無息要你命                                                                    |
| 0507 | 身體累積的毒到底怎麼辦 教你用吃的來解你的毒                                                                |
| 0508 | 母親真偉大！產後瘦身錯誤真可怕！                                                                           |
| 0509 | 號外！號外！健康好食在走出攝影棚，要替各位觀眾尋找健康的好食材啦！                                         |
| 0512 | 帽子竟是讓頭皮光禿禿的元兇!？                                                                              |
| 0513 | 夏天必吃的仙草、愛玉，居然也有危險添加物？                                                                 |
| 0514 | 大把鈔票人人愛 小心細菌上身沒命花！                                                                        |
| 0515 | 身體老化速度比你想像中還要快!？ 可麗、姆士究竟誰會老得快？                                                 |
| 0516 | 走入深山竹林，發現在地好食材                                                                               |
| 0519 | 菜瓜布、濾網，家裡最髒的物品！姆士、可麗到底誰會再次勇奪細菌王！                                           |
| 0520 | 可麗、姆士誰年輕！？身體老化檢測PK賽！                                                                     |
| 0521 | 車內空氣污染毒素一大堆，過敏、癌症、心血管疾病全都來                                                       |
| 0522 | 小產比例逐年升高！吃對、做對 讓你好孕到                                                                    |
| 0523 | 是什麼不一樣的「寵物」，每天三餐加下午茶都是吃有機蔬菜，連睡覺都有專屬位置？                               |
| 0526 | 浴缸細菌多！嚇死人！可麗PK姆士誰家浴缸菌最多！？                                                           |
| 0527 | 夏天防曬好重要！膚質年輕！皮膚"癌"不來！                                                                   |
| 0528 | 出門背包包讓你背出一身病？苗可麗、詹姆士誰帶百萬細菌出大門！？                                             |
| 0529 | 癌化的隱形殺手!?                                                                                           |
| 0530 | 隱藏版傳統美食！                                                                                           |
| 0602 | 蘋果、葡萄農藥含量驚人！？                                                                                 |
| 0603 | 長痘痘會有致命的危機？！                                                                                   |
| 0604 | 公共場所暗藏病菌多，小心病毒危害你健康！                                                                   |
| 0605 | 老是腰背痛、膝蓋痛，竟然是拇指外翻惹的禍                                                                   |
| 0606 | 來來來！大家快來！苗可麗和詹姆士為了吃到美味的料理，不惜付出勞力囉！                                       |
| 0609 | 藥燉排骨、麻油雞！傳統老店道地食材大公開！教你健康吃補！                                                   |
| 0610 | 減肥方法百百種！當心恐怖減肥法要你命！                                                                     |

節目在暑期推出新單元「美食看熱鬧」和「行家說門道」，由老饕藝人與觀眾分享並介紹隱身巷弄裡的美食。
| 0611 | 數十年老字號招牌 難以取代的古早味（最傳統油飯、最實在蚵仔麵線、油粿、肉圓、煙燻鵝肉、杏鮑菇香腸）                                     |
| 0612 | 平民藥膳夏天吃 健康食補有元氣 |
| 0613 | 今天「健康好食在」要帶大家去挖掘「尚青」的食材                                                                                        |
| 0616 | 愛美也要付出慘痛代價 意想不到整形祕辛大公開                                                                                           |
| 0617 | 每52.3分鐘就有1名乳癌病患 |
| 0618 | 外食族最愛銅板美食 吃飽吃巧ＣＰ值超高                                                                                                 |
| 0619 | 護肝料理誰來吃 |
| 0620 | 好命小豬 吃得比人好 |
| 0623 | 天天化妝讓你更美麗？當心卸妝皮膚越來越老回不去                                                                                        |
| 0624 | 要白不要命！？美白方法你用對了嗎？小心變爛臉一輩子出不了門                                                                            |
| 0625 | 數十年老字號招牌！難以取代的古早味（碗粿、虱目魚羹、杏仁酪、銀耳蓮子湯）                                                              |
| 0626 | 數十年老字號招牌！難以取代的古早味（牛奶葡機、活鱉半雞煲、蒜香魚卵、紅燒炖鰻）                                                        |
| 0627 | 這次要探訪新竹在地老店！詹姆士與苗可麗要在新竹一較高下，看誰找的老店年紀最大！                                                        |
| 0630 | 上不出來要人命!便祕這檔事實在有苦難言                                                                                                 |
| 0701 | 數十年老字號招牌 難以取代的古早味（米糕、排骨酥湯、魷魚羹、韓國魷魚羹）                                                               |
| 0702 | 頂級料理誰來吃 |
| 0703 | 好吃最內行之食補美食（屏東愛文芒果、四物雞麵線vs.麻油腰子豬心湯、鱘龍魚百寶湯vs.雪燕盅）                                              |
| 0704 | 首次把錄影現場，搬到婆婆媽媽最愛的菜市場去！                                                                                          |
| 0707 | 睡個覺好忙！難怪怎麼睡怎麼累 |
| 0708 | 好吃最內行之食補美食（嘉義水上美濃瓜、天麻竹笙瓦罐煨湯vs.煨滷豬腳、招牌人蔘雞vs.韓式牛尾湯）                                          |
| 0709 | 當季料理誰來吃？ |
| 0710 | 好吃最內行之老字號美食（溫室洋香瓜、豬血湯vs.咖哩肉燥飯、皮蛋肉片粥vs.鮮蝦雲吞撈麵）                                                  |
| 0711 | 炎炎夏日，健康好食在也要消暑下海去！                                                                                                  |
| 0714 | 好吃最內行之老字號美食（嘉義小愛迷你西瓜、藏金棗vs.藏金火山豆、絲瓜湯包vs.三鮮鍋貼）                                                  |
| 0715 | 好吃最內行之尚青料理（粉蒸土魠魚vs.水煮肉片、堅果大明蝦vs.乾燒明蝦）                                                                  |
| 0716 | 好吃最內行之老字號美食（玉荷包、豬腸冬粉vs.鴨肉麵、豬腳麵線滷豬皮vs.意麵滷虱目魚肚）                                                  |
| 0717 | 百元美食（蜜芋頭vs.桂花蓮子、咖哩平西vs.台灣馬卡龍、粉蒸排骨vs.麻辣蹄花、肉圓+四神湯vs.甜不辣+魚丸湯）                                |
| 0718 | 抗老回春美食（冰火五色地瓜vs.藥泥上癮山藥蛋糕、番茄膠原嫩骨頭vs.鮭魚親子丼、芝麻燉奶vs.黑糖紅棗紫紫米、靈芝鮸魚湯vs.天麻御品花椒）    |
| 0721 | 運將美食（鳳梨酥vs.純手工芋泥球、豬血糕vs.蘿蔔絲餅、牛肉湯vs.魚片湯、控肉飯vs.排骨麵）                                                |
| 0722 | 清腸排毒的館子菜 |
| 0723 | 好吃最內行之老店美食(甜蜜下午茶&巷仔內美食)（奶油酥餅vs.赤糖麻糬、柿果燒vs.德式芒果乳酪、帶肉牛筋湯vs.乾拌肉片、菜肉餛飩湯vs.炸排骨） |
| 0724 | 消暑美白的宴客菜（椰棗核桃、仙草雞湯、芋頭冰淇淋）                                                                                    |
| 0725 | 網路爆紅的泡麵加布丁算什麼，今天詹姆士也要挑戰小吃新吃法！                                                                            |
| 0728 | 肌膚保濕的超人氣美食（三代魚翅羹+滷肉飯、黃金乳酪球）                                                                                 |
| 0729 | 流汗也要吃 女性最愛食補美食（特調招牌vs.青草茶、明太子玉子燒vs.熊手包、兩儀蜜排vs.杜仲腰花、當歸土虱vs.藥燉排骨）                     |
| 0730 | 好吃最內行之老店美食(夏天必吃老店美食)（丁香豆花vs.楊桃冰、蔥抓餅vs.胡椒餅、生炒花枝vs.炸臭豆腐、豬腳飯vs.無刺虱目魚肚飯）            |
| 0731 | 好吃最內行之尚青料理（油辣透抽vs.鮮露文蛤雞、黑胡椒蒜香鮑魚vs.蠔汁雙鮮鮑魚）                                                          |

## 相關著作
| 年份          | 書名                                  | 作者           | 出版社         | ISBN               |
| ------------- | ------------------------------------- | -------------- | -------------- | ------------------ |
| 2014年1月16日 | 《超級愛享瘦》                        | 潘懷宗、詹姆士 | 庫立馬媒體科技 | ISBN 9789869015202 |
| 2014年3月26日 | 《這樣素健康又夠味》                  | 郭主義         | 庫立馬媒體科技 | ISBN 9789869015226 |
| 2014年5月25日 | 《人少好做飯：100道小家庭輕鬆飯料理》 | 庫立馬出版部   | 庫立馬媒體科技 | ISBN 9789869015233 |

## 註腳及參考來源
1. 1 2  緯來綜合台YouTube上的20140113健康好食在廚師篇
2. ↑  . ETtoday 新聞雲. 2013-11-16  [2014-01-14]. （原始内容存档于2015-09-24）.
3. ↑  . 聯合報 (聯合新聞網). 2014-01-04  [2014-01-14]. （原始内容存档于2014-01-15）.
4. ↑  . 緯來綜合台－健康好食在.   [2014-06-13]. （原始内容存档于2018-12-28）.
5. ↑  “晨熙”為助理主持之一。
6. ↑  “卉俞”亦為助理主持之一。
7. ↑  緯來綜合台YouTube上的2-40健康好食在
8. ↑  . ETtoday新聞雲. 2014-07-17  [2014-07-17]. （原始内容存档于2015-09-24）.
9. ↑  .   [2014-01-24]. （原始内容存档于2014-03-21）. 《超級愛享瘦》健康書

## 外部連結
- 緯來綜合台－健康好食在 （页面存档备份，存于）
- 健康好食在播放清單 （页面存档备份，存于）

| 臺灣緯來綜合台 週一至週五 18：00 - 19:00 · 2014年2月14日起改為週一至週五 20：00 - 21:00 | 臺灣緯來綜合台 週一至週五 18：00 - 19:00 · 2014年2月14日起改為週一至週五 20：00 - 21:00 | 臺灣緯來綜合台 週一至週五 18：00 - 19:00 · 2014年2月14日起改為週一至週五 20：00 - 21:00 |
| --------------------------------------------------------------------------------------- | --------------------------------------------------------------------------------------- | --------------------------------------------------------------------------------------- |
|                                                                                         | 健康好食在 （2014年1月13日 - 2014年9月12日）                                            |                                                                                         |
| —                                                                                       | —                                                                                       |                                                                                         |